# 8월에 내리는 눈
《8월에 내리는 눈》은 2007년 6월 15일부터 2007년 8월 17일까지 방영된 SBS 금요드라마이다.
이 작품을 시작으로 SBS 금요드라마는 다시 9시 55분부터 1~2부 연속 방영되었다.

## 등장 인물

### 주요 인물
- 추상미 : 오반숙 역
- 조동혁 : 한동우 역
- 박탐희 : 강미수 역
- 류태준 : 오종혁 역

### 그 외
- 이연주 : 백홍화 역
- 최준용 : 나왕배 역
- 이혁재 : 이혁재 역
- 김지영 : 선구자 역
- 이현경 : 오완숙 역
- 이효정 : 강학수 역
- 이도일 : 한보람 역
- 정윤석 : 나다빈 역
- 이현준 : 반하늘 역

## 참고 사항
- 비상식적인 인물관계[1]로 비난을 샀다.